# Parallelia eclipsifera
Parallelia eclipsifera là một loài bướm đêm trong họ Erebidae.